# Llista de desenvolupadors de videojocs per països
Aquest article és la llista de desenvolupadors de videojocs per països.

## Per països

### Austràlia
- Melbourne house
- Silver Lightning

### Finlàndia
- 10tons entertainment
- Bugbear Entertainment
- FRACTiLE Games
- Remedy Entertainment
- Skitso Productions

### França
- Coktel Vision
- Delphine Software
- Infogrames
- Lankhor
- Legend Software
- Silmarils

### Itàlia
- Simulmondo

### Japó
| - 47-Tek - 8-4 - Acquire - ADK - AiCOM - Alpha Denshi - Arc System Works - Ascii - Capcom - Clover Studio - Compile - Cygames - Denki - Face - FromSoftware - Game Freak - HAL Laboratory - Hamster Corporation - Hudson Soft - GungHo Online Entertainment - Jaleco - Level-5 - Kemco | - Koei-Tecmo - Konami - Marvelous Inc. - Namco - Nintendo - Panasonic Interactive - PlatinumGames - Pony Canyon - Sammy Corporation - Saurus - Sega - Siter Skain - Sonic Team - Sora Ltd. - SNK - Square-Enix - Taito - Takara - Technos - Viccom - Visco - Wave |

#### Desapareguts
- Enix
- Sunrise Interactive
- Kaneko
- Human Entertainment

### Colòmbia
- Softcannon

### Corea
- SKC Soft
- Tripod Studio

### Croàcia
- Croteam

### Països Baixos
- 3.14 Software
- PK Software
- Radarsoft

### Noruega
- Funcom

### Canadà
- Silicon Knights
- Simulations Canada
- Sir-Tech

### Romania
- Activ-Pub

### Rússia
- Academy Soft
- Action Forms

### Suïssa
- Blue Line Studios

### Espanya
- ACA Soft
- Aventuras AD
- Digital Dreams Multimedia
- Dinamic Multimedia
- Erbe Software
- NoriaWorks Entertainment
- Odisea Software
- Opera Soft
- Pendulo Studios
- Picmatic
- Pyro Studios
- System 4
- Topo Soft
- Zigurat

### Regne Unit
- 21st Century Entertainment
- A&F Software
- Abstract Concepts
- Acctualize
- Actionsoft
- Actionware
- Adventure Soft UK
- Blue52
- Cranberry Juice
- CRL
- Delta 4
- DMA Design
- Durell Software
- Elite Systems
- Elixir Studios
- Europress
- Gilsoft
- Graftgold
- Horrorsoft
- Level 9 Computing
- Mirage
- Ocean Software
- Palace
- Psygnosis
- Qube Software
- Rare
- Revolution
- Small Rockets
- Team 17
- US Gold
- Zenobi Software

### Suècia
- Absolute Game
- Amuze
- Avalanche Studios
- Custom Red
- Daydream Software
- Digital Illusions CE
- Free Lunch Design
- Gatorhole
- Indie Studios
- Iridon Interactive
- Meqon Research
- Mindark
- Massive Entertainment
- PAN Vision Corporate Games
- Paradox Entertainment
- Paradox Interactive
- Southend Interactive
- Starbreeze
- UK Lead
- Unique Development Studios (UDS)
- Warthog Sweden

### Taiwan
- Accend
- Panda Software

### Alemanya
- NEO Software production
- Thalion
- Crytec
- Motelsoft
- Factor 5

### EUA
| - .400 Software Studios - 1 AM Entertainment - 11th Dimension Entertainment - 3D Realms - 3DI Productions - 7th Level - A-Sharp - Above the Garage Productions - Absolute Entertainment - ABTS Intelligent Group - Access Software - Accursed Toys - Action Games - Activision - Adanac - Apogee - Artworx - Bethesda - Epic Megagames - Firaxis Games - id Software - Infocom - Legend Entertainment Company - Llamasoft - Lucasarts - Macrocom - MAXIS | - Methodic Solutions - Microprose - Microsoft - Monolith - Retro Studios - Sierra Entertainment - Siler/Siler Ventures - Silent Software - Silicon & Synapse - Silicon Commander - Silver Bullet Systems - Silver Spaceship Software - Silversun - Simon & Schuster - SimTex - SingleTrac - Sirius Software - Sleepless Knights - Sleepless Software - Slingshot - Smart Games - Smoke and Mirrors Studios - Smoking Car Productions - Soap Bubble Productions - Steve Jackson Games - Vic Tokai - Virgin |

#### Desapareguts
- Sensible Software
- Saffire Corporation
- Acclaim Entertainment
- Acclaim Games
- Accolade
- Atomic Games
- The 3DO Company
- Westwood Studios